# Lista de lutadores que se aposentaram invictos
Este artigo traz uma lista com os lutadores que se aposentaram invictos.

## Boxe
| #  | Atleta                    | Período em Atividade | Aposentou-se com | Cartel (v-e-d)                         | Ref.        |
| -- | ------------------------- | -------------------- | ---------------- | -------------------------------------- | ----------- |
| 1  | Jack McAuliffe            | 1883 - 1897          | 31 anos          | 30v-5e-0d (1 NC)                       |             |
| 2  | Jimmy Barry               | 1894 - 1899          | 29 anos          | 59v-10e-0d (3 NC)                      |             |
| 3  | Rocky Marciano            | 1947 - 1955          | 32 anos          | 49v-0e-0d                              | [ 1 ]       |
| 4  | László Papp               | 1957 - 1964          | 38 anos          | 27v-2e-0d                              |             |
| 5  | Kim Ji-won                | 1983 - 1986          | 27 anos          | 16v-2e-0d                              | [ 2 ]       |
| 6  | Billy Collins Jr.         | 1981 - 1983          | 23 anos          | 14v-0e-0d (1 NC)                       |             |
| 7  | Terry Marsh               | 1981 - 1987          | 29 anos          | 26v-1e-0d                              |             |
| 8  | Mihai Leu                 | 1991 - 1997          | 28 anos          | 28v-0e-0d                              | [ 2 ]       |
| 9  | Pichit Sitbangprachan     | 1988 - 2000          | 44 anos          | 27v-0e-0d                              | [ 2 ]       |
| 10 | Ricardo "El Finito" López | 1985 - 2001          | 36 anos          | 51v-1e-0d                              | [ 3 ]       |
| 11 | Edson "Xuxa" Nascimento   | 1993 - 2004          | 34 anos          | 47v-1e-0d                              | [ 4 ] [ 5 ] |
| 12 | Sven Ottke                | 1997 - 2004          | 37 anos          | 34v-0e-0d (256v-47e-5d lutas amadoras) | [ 2 ]       |
| 13 | Joe Calzaghe              | 1993 - 2008          | 36 anos          | 46v-0e-0d                              | [ 6 ] [ 7 ] |
| 14 | Edwin Valero              | 2002 - 2010          | 29 anos          | 27v-0e-0d                              | [ 8 ]       |
| 15 | Dmitry Pirog              | 2005 - 2012          | 35 anos          | 20v-0e-0d                              |             |
| 16 | Kell Brook                | 2004 - 2015          | 29 anos          | 36v-0e-0d                              |             |
| 17 | Floyd Mayweather Jr.      | 1996 - 2017          | 40 anos          | 50v-0e-0d                              | [ 1 ]       |

### Menções honrosas
Serão aqui listados os atletas que quase se aposentaram invictos.
| # | Atleta           | Período em Atividade | Aposentou-se com | Cartel (v-e-d)    | Observações                                                                                              | Ref. |
| - | ---------------- | -------------------- | ---------------- | ----------------- | --- | ---- |
| 1 | Chris John       | 2000 - 2013          | 34 anos          | 48v-3e-1d         | Perdeu apenas sua última luta                                                                            |      |
| 2 | Packey McFarland | 1904 - 1915          | 27 anos          | 105v-6e-1d (1 NC) | Há controvérsias a respeito desta "derrota", não se sabendo se ela foi de fato uma derrota ou um empate. |      |

### Boxe feminino
| # | Atleta            | Período em Atividade | Aposentou-se com | Cartel (v-e-d) | Ref.   |
| - | ----------------- | -------------------- | ---------------- | -------------- | ------ |
| 1 | Laila Ali         | 1999 - 2007          | 30 anos          | 24v-0e-0d      | [ 9 ]  |
| 2 | Natascha Ragosina | 2004 - 2009          | 33 anos          | 22v-0e-0d      | [ 10 ] |

## Vale-tudo / MMA
| # | Atleta                      | Ano Aposentadoria | Aposentou-se com | Cartel (v-e-d)                                    | Ref.          |
| - | --------------------------- | ----------------- | ---------------- | ------------------------------------------------- | ------------- |
| 1 | Rickson Gracie              | 2000              | 42 anos          | 11v-0e-0d                                         | [ 11 ]        |
| 2 | Phillip Miller              | 2003              | 23 anos          | 16v-0e-0d                                         | [ 12 ]        |
| 3 | Yujiro Kushida              | 2005              | 22 anos          | 6v-2e-0d                                          | [ 13 ]        |
| 4 | Josh Curran                 | 2007              |                  | 3v-0e-0d(profissional) 1v-0e-0d (lutas amadoras)  | [ 14 ]        |
| 5 | Daniel Puder                | 2009              | 30 anos          | 8v-0e-0d                                          | [ 15 ]        |
| 6 | Chad Corvin                 | 2010              |                  | 5v-0e-0d (profissional) 5v-0e-0d (lutas amadoras) | [ 16 ]        |
| 7 | Cole Konrad                 | 2012              | 28 anos          | 9v-0e-0d                                          | [ 17 ]        |
| 8 | Fernando "Margarida" Pontes | 2012              |                  | 2v-0e-0d                                          | [ 18 ] [ 19 ] |
| 9 | Khabib Nurmagomedov         | 2020              | 32 anos          | 29v-0e-0d                                         | [ 20 ]        |

## Kickboxing
| Atleta       | Ano Aposentadoria | Aposentou-se com | Cartel (v-e-d) | Ref.   |
| ------------ | ----------------- | ---------------- | -------------- | ------ |
| Bill Wallace | 1980              | 35 anos          | 23v-0e-0d      | [ 21 ] |

### Kickboxing americano
| Atleta           | Ano Aposentadoria | Aposentou-se com | Cartel (v-e-d)   | Ref. |
| ---------------- | ----------------- | ---------------- | ---------------- | ---- |
| Stephen Thompson | 2012              | 30 anos          | 20v-0e-0d (1 NC) |      |

## Judô
| Atleta             | Ano Aposentadoria | Aposentou-se com | Cartel (v-e-d) | Ref.   |
| ------------------ | ----------------- | ---------------- | -------------- | ------ |
| Yasuhiro Yamashita | 1985              | 28 anos          | 203v-7e-0d     | [ 22 ] |